# Bigyra
Bigyra – takson heterotroficznych organizmów jądrowych.

## Systematyka
Klasyfikacja Kavaliera – Smitha
Bigyra umieszczany jest w grupie Heterokonta. Należą tu Bicosoecida, Blastocystis oraz Labyrinthulida.
Bywa także opisywany jako takson zawierający Opalozoa, Bicoecia oraz Sagenista, wchodzący w skład królestwa Chromista.
Klasyfikacja CABI databases
Bigyra jest jednym z typów w królestwie chromistów (Chromista)
- królestwo Chromista Caval.-Sm. 1981
  - typ Bigyra Caval.-Sm. 1998
    - klasa Labyrinthulea L.S. Olive ex Caval.-Sm. 1986
      - podklasa incertae sedis
        - rząd Labyrinthulida Caval.-Sm. 1989
        - rząd Thraustochytrida Caval.-Sm. 1989[4].